# Esznik
Esznik (5. század) ókeresztény író, teológus, püspök és biblia-fordító.
Esznik örmény származású teológus és író volt. 441 körül írhatta Az eretnekségek ellen című könyvét, melyben a pogány nézeteket, a perzsák vallását, a görög filozófusokat, és Markión és a gnosztikusok tanait cáfolta.